# Paroy-sur-Tholon
Paroy-sur-Tholon es una localidad y comuna francesa situada en la región de Borgoña, departamento de Yonne, en el distrito de Auxerre y cantón de Joigny.

## Demografía
| 253 | 275 | 279 | 297 | 399 | 376 | 429 | 407 | 386 | 401 | 400 | 418 | 420 | 383 | 390 | 350 | 335 | 309 | 328 | 313 | 252 | 251 | 287 | 253 | 211 | 213 | 219 | 223 | 236 | 241 | 265 | 283 | 310 |
| Para los censos de 1962 a 1999 la población legal corresponde a la población sin duplicidades (Fuente: INSEE [Consultar]) |     |     |     |     |     |     |     |     |     |     |     |     |     |     |     |     |     |     |     |     |     |     |     |     |     |     |     |     |     |     |     |     |